# Dramedija
Dramedija, za koju se u SAD-u ponekad rabi izraz komedija-drama (eng. comedy-drama), je naziv za poseban žanr televizijskih serija (rjeđe igranih filmova) koje predstavljaju svojevrstan hibrid između komedije i drame, odnosno humoristične i dramske serije.
U SAD su ubrzo nakon uvođenja televizije vodeće TV mreže došle pod snažan pritisak oglašivača da svoj program jasno klasificiraju i kodificiraju. Tako su igrane TV serije morale trajati 30 minuta i imati lagan ton, što je dovelo do stvaranja sitcoma. Od dramskih serija se očekivalo da budu duže i imaju ozbiljan ton.
Od početka 1970-ih TV-producenti su počeli zaobilaziti to pravilo, najčešće kroz uvođenje ozbiljnijih sadržaja u sitcome, odnosno institut vrlo posebnih epizoda posvećenih društvenim problemima. S druge strane se u jednosatnim epizodama dramskih serija počelo pojavljivati sve više humorističkih, a ponekad i samoparodijskih sadržaja.
Na brisanje jasne granice između televizijske komedije i drame je utjecala i pojava kablovske televizije čiji program nije bio ograničen konvencijama.
Sam izraz dramedija je, pak, pogotovo kada je riječ o igranim filmovima, ponekad stekao pogrdan izraz, odnosno neki ga kritičari rabe za komedije čiji su tvorci shvatili da nemaju smisao za humor, odnosno za drame koje se u trailerima i promotivnim materijalima reklamiraju kao komedije.

## Vanjske poveznice
- Comedy-drama  Arhivirana inačica izvorne stranice od 22. veljače 2020. (Wayback Machine) at the All Movie Guide